# 원제 (승려)
원제는 대한민국의 승려, 수필가, 여행작가이다.

## 생애
2006년 서강대학교에서 종교학과를 졸업한 후 출가하여 법전(法傳·1925~2014) 스님의 40번째 제자가 되었다. 석가모니의 초기 경전을 보며 '진정성'에 깊은 인상을 받았고, 명상에서 무아성에 대한 깨달음을 얻은 것이 출가 계기가 되었다. 2012년 9월부터 2년간 5대륙 45개국을 여행했으며, 수행기와 여행경험을 바탕으로 2019년 <질문이 멈춰지면 스스로 답이 된다>를 내었다. 현재 김천 수도암에서 수행중이며 SNS를 통해 글을 발표하고 있다.

## 저서
《다만 나로 살 뿐》
《질문이 멈춰지면 스스로 답이 된다》 
《나,아직 열리지 않은 선물》